# Louis-Ferdinand von Zobeltitz

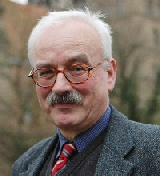

Louis-Ferdinand Friedrich Otto Lothar von Zobeltitz (* 7. August 1945 in Bad Hersfeld) ist ein deutscher evangelischer Theologe. Er war von 1995 bis 2007 als Schriftführer des Kirchenausschusses geistlicher Leiter der Bremischen Evangelischen Kirche.

## Leben
Louis-Ferdinand von Zobeltitz wurde nach seinen eigenen Angaben „sehr fromm erzogen“. Seine Mutter war die Schriftstellerin Leonie Ossowski. Nach der Scheidung seiner Eltern 1948 wuchs er bei seinem Vater Friedrich von Zobeltitz in Kelkheim im Taunus auf.
Nach seinem Abitur in Königstein studierte er von 1965 bis 1970 an der Kirchlichen Hochschule Bethel und den Universitäten Heidelberg und Marburg Theologie. 1970 bestand er das Erste, 1972 das Zweite Theologische Examen in Darmstadt. Louis-Ferdinand von Zobeltitz wurde am 12. November 1972 ordiniert und trat in den Dienst der Evangelischen Kirche in Hessen und Nassau ein, wurde Dekanatsvikar in Gießen und übernahm 1974 die Pfarrstelle in Steinbach bei Gießen. Seit den 1970er Jahren engagierte er sich in der Friedensbewegung. Er war Mitglied der Christlichen Friedenskonferenz (CFK) und Mitbegründer der Bewegung Christen für die Abrüstung (CfA).
In Bremen trat von Zobeltitz am 1. Juni 1981 das Pfarramt in der Gemeinde St. Stephani an und wurde 1995 zum Schriftführer des Kirchenausschusses der Landeskirche gewählt. Nach zwei sechsjährigen Amtsperioden wurde ihm 2007 die Projektleitung der Kulturkirche St. Stephani übertragen.
Als leitender Geistlicher der Bremischen Evangelischen Kirche war er von 1995 bis 2007 Mitglied der Kirchenkonferenz der Evangelischen Kirche in Deutschland. Seit dem 1. Januar 2010 ist er im Ruhestand.
In zweiter Ehe ist von Zobeltitz seit 1986 verheiratet. Er hat drei erwachsene Kinder aus erster Ehe.